# Darja Kapš
Darja Kapš (nascuda el 26 de novembre de 1981) és una jugadora d'escacs eslovena amb el títol de Gran Mestra.
Kapš va jugar amb l'equip olímpic d'Eslovènia a la 35a Olimpíada d'escacs, la 36a Olimpíada d'escacs i la 39a Olimpíada d'escacs. Va guanyar el Campionat d'escacs eslovè femení el 2001 i el 2004.